# Nationaal park Kolsai-meren
Het nationaal park Kolsai-meren is een beschermd natuurgebied in het zuidoosten van Kazachstan, in de oblast Almaty, tegen de grens met Kirgizië. Het ligt in het noordelijke deel van het Tiensjan-gebergte en volgt in hoofdzaak het dal van de Sjılık en zijn zuidelijke zijrivieren. Aan de oostpunt liggen de bergmeren Kolsai 1, 2 en 3 en het Qayngdy-meer, omgeven door naaldbossen, almen en steile berghellingen.
Het nationaal park is opgericht in 2007.

## Endoniemen
In de talen van de regio wordt het park aangeduid als Көлсай көлдері ұлттық паркі (Kazachs) en Национальный парк Кольсайские озёра (Russisch).

## Ligging
Het park bevindt zich op ongeveer zestig kilometer ten oosten van Almaty (Alma-Ata). Ertussen liggen het kleinere Nationaal park Ile-Alatau en het gebied rond de berg Pik Talgar dat onder een lichter beschermingsregime valt. Nationaal park Kolsai-meren beslaat een oppervlakte van 1619 vierkante kilometer. Het terrein varieert van laaggelegen valleien op 1.400 meter tot bergkammen van meer dan 3.500 meter hoog. De drie Kolsai-meren liggen verspreid over een alpiene vallei die zich uitstrekt tot aan de Tiensjan-keten, een natuurlijk Werelderfgoed.

## Wateren

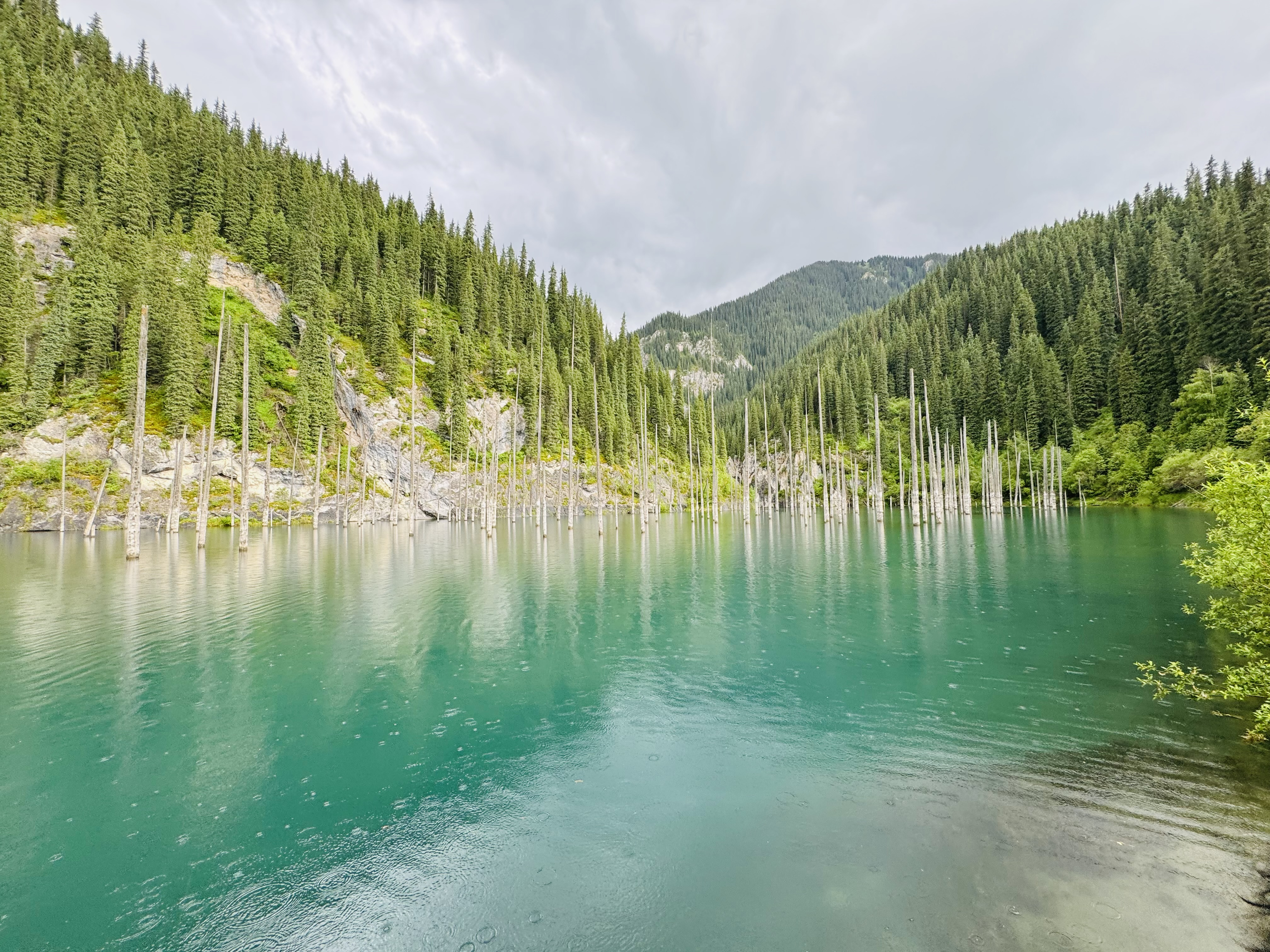
Het Qayngdy-meer na regenval

De rivieren in dit gebied zijn vooral gletsjerrivieren; dat geldt in elk geval voor de Sjılık en de hieronder genoemde zijrivieren, de Kolsai en de Qayngdy. De Sjılık watert in noordelijke richting af op de Ili.
De drie Kolsai-meren worden vaak aangeduid als Kolsai 1 (lager), Kolsai 2 (midden) en Kolsai 3 (boven). Ze worden gevoed door smeltwater en ondergrondse bronnen.
- Kolsai 1 (1818 m): Toegankelijk per auto. Het grootste en meest bezochte meer, omgeven door sparrenbossen.
- Kolsai 2 (2252 m): Bereikbaar te voet of per paard. Wandeling duurt drie tot vier uur vanaf het eerste meer.
- Kolsai 3 (2850 m): Moeilijk bereikbaar. Gelegen tegen de boomgrens en omringd door kale rotspieken. Bezoek vereist ervaring of gids.
- Het Qayngdy-meer is bekend om zijn verzonken kirgiezensparren die als masten uit het water steken. Het is in 1911 ontstaan doordat een aardverschuiving de rivier blokkeerde. Ook de wisselende blauwgroene waterkleur door zwevende en oplossende mineralen is een toeristische attractie.

Zo'n twintig kilometer zuidelijker ligt in Kirgizië een van de grootste bergmeren ter wereld, het Issyk Koelmeer, vier keer zo groot als het Nationaal park Kolsai-meren. Het ligt ongeveer even hoog als de rivierdalen in het park, maar de bergruggen ertussen vormen een waterscheiding, zodat er hydrologisch weinig verband is met dit meer.

## Klimaat
Het park kent een bergachtig landklimaat, met koele zomers en strenge winters.
- Zomers (mei–september): temperaturen variëren van 10°C tot 25°C.
- Winters (november–maart): temperaturen dalen tot -30°C, met zware sneeuwval.

De meren bevriezen in de winter en ontdooien pas in het late voorjaar. Neerslag valt vooral in de vorm van sneeuw.

## Geschiedenis
Het dal van de Sjılık is onderdeel van oude nomadische migratieroutes. In de zomermaanden worden er soms nog traditionele joerts opgezet door herdersfamilies.
In 2007 werd de regio uitgeroepen tot nationaal park, mede vanwege bezorgdheid over massatoerisme en ecologische verstoring. Het park valt sindsdien onder beheer van het Kazachse Ministerie van Ecologie.